# Vano Merabišvili
Ivane „Vano“ Merabišvili (gruzínsky „ვანო“ მერაბიშვილი; * 15. dubna 1968, Ude, Samcche-Džavachetie) je gruzínský politik. Od června do října 2012 byl premiérem Gruzie. V letech 2004–2012 byl ministrem vnitra, krátce v roce 2004 též ministrem státní bezpečnosti (tento úřad v té době splynul s ministerstvem vnitra).

## Životopis
Vystudoval hornictví na Gruzínské technické univerzitě, absolvoval roku 1992. Poté se etabloval jako politický aktivista (Asociace pro ochranu majitelů půdy, Institut svobody). Do politiky vstoupil v roce 1999, jako člen středolevé Občanské unie Gruzie Eduarda Ševardnadzeho, kde byl členem prozápadní frakce tzv. reformistů (spolu s Michailem Saakašvilim). V roce 2002 přešel do Sjednocené národní strany, kterou lídr reformistů Michail Saakašvili založil. Byl též výrazným představitelem Růžové revoluce, jež v roce 2003 Ševardnadzeho svrhla a nastolila vládu Saakašviliho. Merabišvili se pak stal klíčovým Saakašviliho člověkem a osm let řídil ministerstvo vnitra. Za jeho vedení byla prosazena policejní reforma a bylo tvrdě zakročeno proti gruzínské mafii. Koncem roku 2008 se Merabišvili stal jednou z nejvlivnějších osob ve vládě, když jeho ministerstvo vnitra rozšířilo své pravomoci a získalo kontrolu nad pohraničníky. Navíc byl Merabišvili pověřen prezidentem Saakašvilim, aby dohlížel na distribuci mezinárodní pomoci pro Gruzínce vysídlené po srpnovém konfliktu s Ruskem. V červnu 2012, několik měsíců před říjnovými parlamentními volbami, Saakašvili jmenoval Merabišviliho předsedou vlády. Vedl rovněž Sjednocenou národní stranu jako lídr do voleb. Vládní hnutí však volby prohrálo, když ztratilo oproti předchozím volbám 54 mandátů, a Merabišvili musel premiérský post opustit. Postavil se však ihned do čela strany. 21. května 2013 byl obviněn ze zpronevěry 5,2 milionů a 17. února 2014 byl odsouzen na pět let do vězení. V září roku 2016 byl odsouzen na 6,5 let ve vězení v dalším procesu. Podle Sjednocené národní strany jde o politickou vendetu.